# Première bataille de Fort Wagner
Pour les articles homonymes, voir Wagner.
Guerre de Sécession
Batailles
Opérations contre les défenses de Charleston
- 1re Charleston Harbor
- 1re Fort Wagner
- Grimball's Landing (en)
- 2e Fort Wagner
- 2e Charleston Harbor
- 2e Fort Sumter

La première bataille de Fort Wagner se déroule les 10 et 11 juillet 1863 sur Morris Island dans le port de Charleston  pendant la Guerre de Sécession. Une tentative de l'Union Army de capturer Fort Wagner est repoussée. La seconde bataille de Fort Wagner, plus célèbre, impliquant un assaut du 54e Massachusetts , a lieu le 18 juillet 1863.

## Contexte
Début juin 1863, le général de brigade Quincy Adams Gillmore remplace le général de division David Hunter au poste de commandant du département du Sud. Gillmore, un ingénieur de l'armée, a réussi à capturer fort Pulaski en avril 1862. Il commence les préparatifs pour capturer l'île Morris et certaines parties de l'île James, qui dominent les approches sud du port de Charleston. Si l'artillerie de l'Union peut être placée à ces endroits, elle pourrait aider au bombardement de  Fort Sumter, dont les canons empêchent la marine américaine d'entrer dans le port.

## Bataille

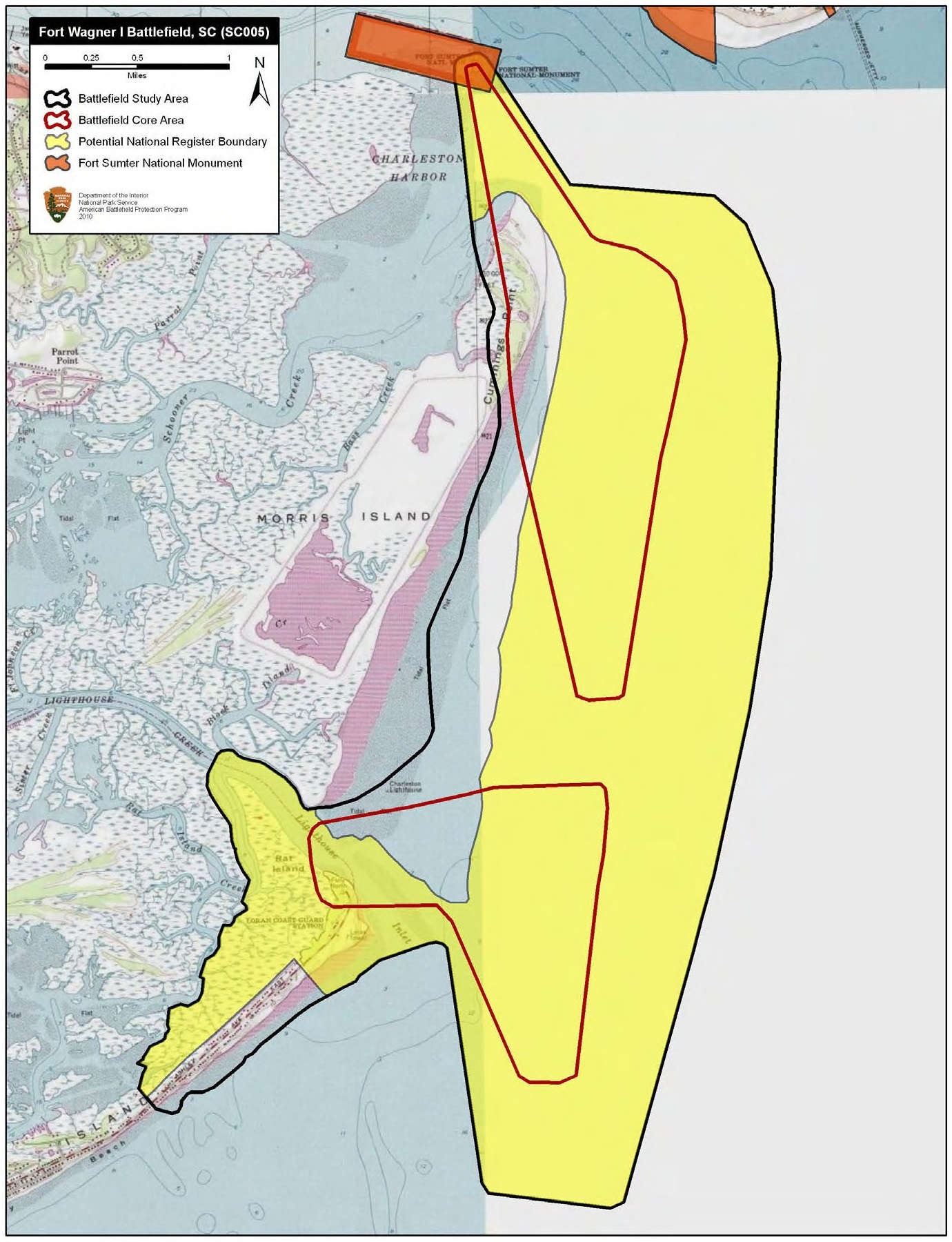
Carte du cœur et des zones d'étude de la première bataille de Fort Wagner par l'American Battlefield Protection Program

Le 10 juillet, l'artillerie de l'Union, située sur l'île Folly, occupée en avril 1863, et quatre cuirassés du contre-amiral John A. Dahlgren bombardent les défenses confédérées protégeant l'extrémité sud de l'île Morris. Cela permet de couvrir le débarquement de la brigade du brigadier général George C. Strong, qui traverse Lighthouse Inlet et débarque à l'extrémité sud de l'île. Les troupes de Strong avancent, capturant plusieurs batteries, se déplaçant sur environ trois miles jusqu'à la portée du Fort Wagner. Également connu sous le nom de batterie Wagner, il s'agissait d'une redoute lourdement armée qui couvrait presque toute la largeur de l'extrémité nord de l'île Morris, face au Fort Sumter. Le rapport de Strong décrit l'avancée : « Les deux colonnes avançaient maintenant, sous une pluie d'obus, de mitrailles et de bombes, convergeant vers les usines les plus proches de l'extrémité sud de l'île, et de là le long de sa crête et de la côte orientale, capturant successivement les huit batteries, occupant les points de commandement de cette crête, en plus de deux batteries, montant, ensemble, trois mortiers de 10 pouces »
Le 11 juillet, la brigade de Strong attaque à l'aube, avançant dans un épais brouillard, pour tenter de s'emparer du fort Wagner. Bien que les hommes du 7e d'infanterie du Connecticut aient franchi une tranchée, ils sont repoussés par la force de 1 770 hommes commandée par le colonel confédéré Robert F. Graham. Des tirs d'artillerie nourris en provenance du Fort Wagner empêchent d'autres unités de se joindre à l'attaque.

## Conséquences
Le nombre de victimes de l'Union est de 339 (49 tués, 123 blessés, 167 disparus), pour 12 victimes confédérées,,. La première bataille de Fort Wagner a été suivie le 16 juillet par des assauts sur l'île James et le 18 juillet par la fameuse, mais aussi infructueuse, charge du 54e régiment d'infanterie du Massachusetts, un des premiers régiments Afro-Américains, dans la seconde bataille de Fort Wagner.

## Préservation du champ de bataille
En mai 2008, TPL and partners, ainsi que la South Carolina Conservation Bank, la South Carolina State Ports Authority, le Civil War Trust, une division de l'American Battlefield Trust, et de nombreux donateurs privés, ont acheté l'île au nom de la ville de Charleston à la société Ginn Resorts pour 3 millions de dollars. Auparavant, en 2003, lorsqu'un constructeur avait annoncé son intention de construire des maisons sur le terrain, pour lequel il avait une option d'achat, le défenseur du patrimoine local Blake Hallman et d'autres ont formé la Morris Island Coalition et ont fait échec au projet en suscitant l'attention et le soutien des médias pour la conservation de l'île. Ginn Resorts souhaitait également développer la propriété, mais a finalement décidé de l'acheter et de la vendre immédiatement. Selon TPL, la ville et le comté travaillent « pour mettre au point un plan de gestion et de protection des ressources historiques et naturelles de l'île au niveau national, ».